# Далекосъобщения в Чад
Чад има ограничена комуникационна система и е една от страните с най-малко телефони на глава от населението в света.
- Фиксирани телефонни постове: 13 000 (2006)
- Мобилни телефонни постове: 470 000 (2007)
- Радиостанции: AM-2; FM-4; късовълнови честоти – 5 (2002)
- Радиоприемници: 1,67 млн. (1997)
- Телевизионни станции: 1 (2001)
- Телевизионни приемници: 10 000 (1997)
- Интернет страници: 72 (2007)
- Интернет потребители: 60 000 (2006)
- Интернет код (TLD):.td